# Beau Biden

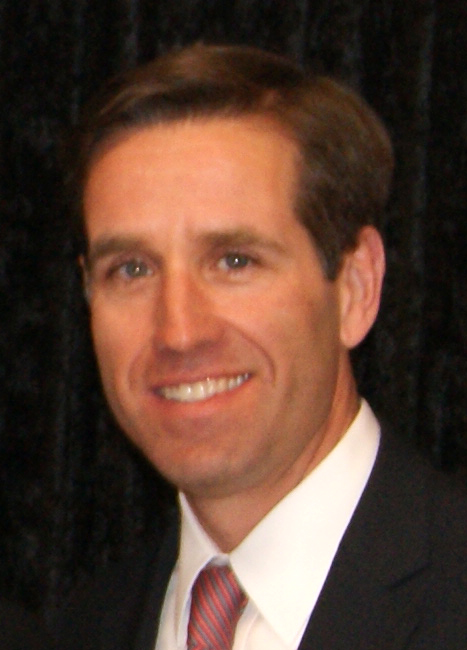
Beau Biden (2013)

Joseph Robinette „Beau“ Biden III (* 3. Februar 1969 in Wilmington, Delaware; † 30. Mai 2015 in Bethesda, Maryland) war ein US-amerikanischer Jurist und Politiker (Demokratische Partei). Von 2007 bis 2015 bekleidete er das Amt des Attorney General des US-Bundesstaates Delaware. Sein Vater Joe Biden war der 46. Präsident der Vereinigten Staaten.

## Leben
Beau Biden wurde 1969 als ältestes Kind des Politikers Joe Biden und seiner ersten Ehefrau Neilia Hunter Biden geboren. 1972 verunglückten Bidens Mutter und seine jüngere Schwester bei einem Autounfall tödlich. Er selbst und sein jüngerer Bruder Hunter überlebten schwer verletzt. Nach der Wiederverheiratung des Vaters 1977 wurde Biden von seiner Stiefmutter Jill Biden aufgezogen. 1981 wurde seine Halbschwester Ashley Biden geboren.
Nach dem Collegebesuch studierte Biden Rechtswissenschaften an der University of Pennsylvania und am Syracuse University College of Law. Von 1995 bis 2004 arbeitete er als Jurist für das US-Justizministerium in Philadelphia. 2004 wurde Biden Partner in der in Wilmington niedergelassenen Anwaltskanzlei Bifferato, Gentilotti, Biden & Balick. Daneben fungierte er zeitweise als Berater im Office of Policy Development und als Ankläger im Büro des US-Bundesanwalts. Biden war ab 2002 mit Hallie Olivere verheiratet. Aus der Ehe gingen eine Tochter, Natalie, und ein Sohn, Hunter, hervor.
2006 kandidierte Biden erfolgreich für das Amt des Attorney General von Delaware; er gewann mit einem Stimmenanteil von 52,5 Prozent gegen den Republikaner Ferris Wharton. Seine Vereidigung und sein Amtsantritt erfolgten im Januar 2007. In diesem Amt fiel er insbesondere durch seine Befürwortung einer strengeren Überwachung von auf Bewährung aus der Haft entlassenen Sexualstraftätern auf. Im Jahr 2014 trat er nicht zur Wiederwahl an.
Am 27. August 2008, am dritten Tag der Democratic National Convention in Denver, auf dem Barack Obama als Präsidentschaftskandidat und Bidens Vater Joe Biden offiziell als Vizepräsidentschaftskandidat der Demokraten nominiert wurden, trat Beau Biden als Redner vor der Versammlung der demokratischen Delegierten auf. In seiner Einführungsrede stellte er die Lebensgeschichte seines Vaters vor, der im Anschluss seine Rede als offiziell nominierter Vizepräsidentschaftskandidat auf dem Parteitag hielt. In den US-amerikanischen Medien wurde Beau Biden schon vor der Präsidentschaftswahl 2008 als möglicher Nachfolger seines zum neuen Vizepräsidenten gewählten Vaters, der diesen Posten im Januar 2009 übernommen hat, für das Amt des Senators von Delaware gehandelt. Zwar wurde Ted Kaufman zunächst kommissarischer Nachfolger Joe Bidens, doch er hatte bereits zuvor erklärt, bei der offiziellen Nachwahl im November 2010 nicht wieder anzutreten. 
Beau Biden galt als aussichtsreichster Kandidat der Demokratischen Partei gegen den voraussichtlichen Kandidaten der Republikaner, Delawares Kongressabgeordneten Michael Castle. Er entschied sich jedoch im Januar 2010 gegen eine Senatskandidatur.
Als Offizier der Nationalgarde von Delaware wurde Biden von Oktober 2008 bis zum September 2009 im Irakkrieg eingesetzt.
Im Mai 2010 wurde Biden wegen Kopfschmerzen, Benommenheit und Taubheitsgefühlen in ein Krankenhaus eingeliefert und nach kurzer Beobachtung einige Tage später mit der Diagnose entlassen, dass er einen „leichten Schlaganfall“ erlitten habe. Im August 2013 wurde er erneut aufgrund von Schwäche und Desorientiertheit stationär aufgenommen. Anschließend stellte er sich im University of Texas MD Anderson Cancer Center in Houston vor, wo eine kleine Biopsie aus einer Hirnläsion entnommen wurde. Daraufhin wurde bekannt, dass er an einem Glioblastom erkrankt war. An dessen Folgen starb Biden am 30. Mai 2015 im Alter von 46 Jahren.